# The Ritual
The Ritual – piąty album studyjny amerykańskiej grupy muzycznej Testament. Nagrania dotarły do 55. miejsca listy Billboard 200 w USA.

## Lista utworów
Opracowano na podstawie materiału źródłowego.
| Nr  | Tytuł utworu          | Długość |
| --- | --------------------- | ------- |
| 1.  | „Signs of Chaos”      | 0:30    |
| 2.  | „Electric Crown”      | 5:31    |
| 3.  | „So Many Lies”        | 6:04    |
| 4.  | „Let Go of My World”  | 3:45    |
| 5.  | „The Ritual”          | 7:34    |
| 6.  | „Deadline”            | 4:47    |
| 7.  | „As the Seasons Grey” | 6:16    |
| 8.  | „Agony”               | 4:07    |
| 9.  | „The Sermon”          | 4:48    |
| 10. | „Return to Serenity”  | 6:25    |
| 11. | „Troubled Dreams”     | 5:14    |
|     |                       | 55:01   |

## Twórcy
Opracowano na podstawie materiału źródłowego.
- Chuck Billy - śpiew
- Eric Peterson - gitara elektryczna
- Alex Skolnick - gitara elektryczna
- Greg Christian - gitara basowa
- Louie Clemente - perkusja